# ダンビル (バージニア州)
ダンビル（英: Danville）は、アメリカ合衆国バージニア州南部の独立市である。人口は4万2590人（2020年）。ピットシルベニア郡に囲まれており、南はノースカロライナ州境に接している。かつてアメリカ連合国の最後の首都だった歴史ある都市である。しかし世界最大級の繊維工場だったダンリバー産業が閉鎖した後は、多くのダンビル市民が失職したままとなっており人口は減少傾向にある。
ダンビルは大学野球のアパラチアンリーグに属するダンビル・オターボッツの本拠地である。バージニア州内のどの都市よりも単位面積あたりの教会の数が多いので「教会の都市」と呼ばれている。アメリカ合衆国商務省経済分析局は、ダンビル・バージニア統計上都市圏の中に統計上の目的でダンビルとピットシルベニア郡を組み合わせている。

## 歴史
1728年、ウィリアム・バードがバージニアとノースカロライナの真の国境を定めるために派遣された遠征隊を率いた。その夏後半のある夜、この遠征隊は現在のダンビルとなった場所の上流で宿営し、バードはその土地の美しさに大層感動したので、雄弁にこの近辺に将来開拓地ができることを予言し、そこならば人々は「心に大いに快適さと愉快さをもって」生活できると言った。宿営した場所の側を流れる川は、バードが肥沃の地にいると想像し、「端から端まで (from Dan to Beersheba)」彷徨ったと感じたために、ダン川と名付けられた。
1792年、最初の白人開拓地（この地域には多くのインディアン種族が住んでいた）はバードが宿営した場所より下流に造られた。そこは川を徒渉できるだけの浅瀬が有るところだった。最初の入植者に因んで「ワインズ・フォールズ」と名付けられた。この集落は、独立戦争の古参兵が1年に1度会して釣りを行い、昔話をしたので、その設立当初から「社交的」性格があった。
1793年、バージニア州議会がワインズ・フォールズにタバコ倉庫を造らせたことが、バージニア州でも最大の葉タバコ市場である「世界でも最良のタバコ市場」の始まりとなった。この集落は1893年11月23日にバージニア州議会の法令でダンビルと改名された。町としての認可は1830年2月17日に起案されたが、それが発効になる時までに、人口は前もって計画されていた数値を超えた。このために新しい認可が必要となり、1833年に発行された。この年、ジェイムズ・ラニアが初代市長に選ばれ、「12人の適して有能な男達」の委員会に助けられた。
南北戦争が勃発したとき、ダンビルは人口5,000人ほどの繁栄する社会になっていた。戦争があった4年間、町は活動の戦略中心に変えられた。ここにある6つのタバコ倉庫は監獄に転用され、一時に5,000人以上の北軍捕虜を収容した。
1864年には飢餓と赤痢、さらには天然痘が起こり、捕虜の中でも1,314人が死んだ。彼等の遺骸は現在ダンビル国立墓地に眠っている。
リッチモンド・アンド・ダンビル鉄道がピーターズバーグに向かう主要な補給経路となり、そこではロバート・E・リーの北バージニア軍がリッチモンドを保つための防衛線を保持していた。ダンビルからの補給列車は、ジョージ・ストーンマン将軍の北軍騎兵隊が線路を剥いでしまうまで運行された。この出来事は「The Night They Drove Old Dixie Down（彼等がオールドディキシーを破壊した夜）」の歌に歌われている。
ダンビルはほんの数日間だが、アメリカ連合国最後の首都になった。ジェファーソン・デイヴィスと暫定首都は1865年4月3日にウィリアム・T・サザリンの宮殿のような家屋に移った。デイヴィスが最後の大統領声明を発したのもこのサザリンの家でだった。最後の閣議はダンビルのベネディクト・ハウスで開催された。デイビスと閣僚達は4月10日までここに留まり、その後リー軍降伏の報せに接して南方に逃亡した。彼等が出発したその日にウィリアム・スミス州知事がリンチバーグから到着し、その本拠とした。
1882年7月22日、ダンビルの6人の投資家がダンリバー産業を設立し、世界最大の繊維工場「リバーサイド綿糸工場」を建設した。

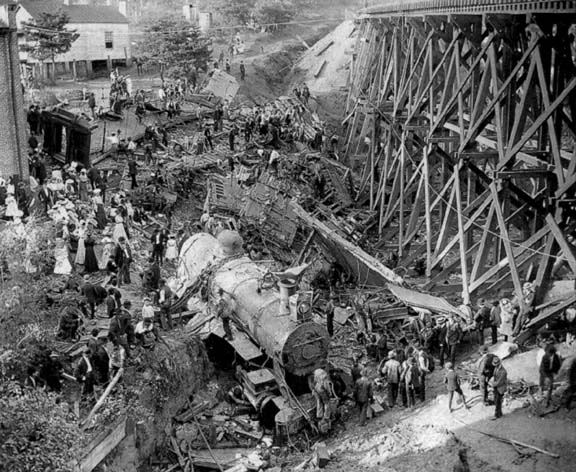
オールド97の事故

1903年9月27日、アメリカ史の中で最も有名な列車事故「Old 97の事故」がダンビルで起こった。サザン鉄道の急行郵便列車Old97が、予定時刻より遅れて走っていた。機関士は「全速力で走らせた」が、その速度のためにダン川の渓谷を見下ろす高い鉄橋の上で線路から飛び上がった。機関車と5両の貨車が下の谷底に墜落し、9人が死亡、9人が負傷した。その機関車と機関士ジョセフ・A・"スティーブ""・ブローディは、今では良く知られている歌の中に記憶されている。アメリカ国道58号線のロカストとノースメイン通りの間にある事故現場に標識が置かれている。壁画「Old97の事故」はこの歴史的事故の記憶のためにダンビル中心街の建物に描かれている。
1911年3月2日、ダイビル警察署長R・E・モリスは任期2年のこの職に3期選ばれており、4期目も狙っていたが、逃亡した有罪確定の殺人犯として逮捕された。モリスはジョージア州ハリス郡のエドガー・ストライブリングであることを認め、13年間逃亡していた。
ダンビルはイギリス庶民院議員となった初めての女性でありアスター女子爵のナンシー・ラングホーン、および「ギブソン・ガール」にヒントを与えたイレーヌ・ラングホーン・ギブソンの出身地である。また全米自動車競走協会 (NASCAR) の現在スピリット・カップと呼ばれるレースで優勝した最初で唯一の黒人ドライバー、ウェンデル・スコット、および1913年にパリでヘビー級ボクシング・チャンピオンのジャック・ジョンソンと戦って引き分けたボクサー、「バトリング・ジム」ジョンソン（1883年頃生誕）の出身地でもある。
バージニア保存協会会長のウィリアム・B・カーカム3世とその執行役員エリザベス・S・コステルニーは、2007年にダンビルのメイン通りメソジスト教会で開催された記者会見で、表に挙げられていない建物も危険性があり、ダンビル市全体がバージニア州でも最も危険に曝されている歴史史跡の一つに指名されたと公表した。

### ダンビルにおける公民権運動
1963年の夏に、バージニア州での公民権運動で一連の暴力沙汰がダンビルで起こった。5月31日、ダンビル・クリスチャン革新協会として組織された黒人社会の代表達がダンビルにおける人種差別と職業差別の停止を要求した。白人商人のボイコットが宣言され、市役所への行進が続いた。行進参加者の多くは高校生だった。彼等は棍棒で武装した警察と市民労働者と出会った。抗議者達は消防用ホースで水を掛けられ、棍棒で殴られた。抗議者の13人がウィンスロー病院に収容され、背中の痛みを訴えた女性一人以外はその夜に解放された。彼女は夜通し留め置かれ、翌朝解放された。多くの警官も負傷しており、それはあったとしても大したことは無かったが、警官の負傷に注意が集められた。行進などその他の抗議が数週間続けられた。マーティン・ルーサー・キング・ジュニアがダンビルにきてハイストリート・バプテスト教会で警官の残忍性について話した。キングは南部でこれまで見た中でも最悪の警官による残忍さだと言った。実際にキングは警官とデモ参加者の間の衝突現場に居たわけでも見たわけでも無かった。
学生非暴力協調委員会がダンビル・クリスチャン革新協会支援のために、ダンビルにオーガナイザーを派遣した。彼等は国道29号線沿いのハワード・ジョンソン・ホテルやレストランでのデモを含め、抗議行動を導くことに貢献した。このホテルは黒人に対する差別で知られていた。特別大陪審は、ダンビル・クリスチャン革新協会、南部クリスチャン指導会議、および学生非暴力協調委員会の13名の活動家を、「ジョン・ブラウン」法違反の廉で告発した。この法律は奴隷蜂起のあった1830年に成立し、「白人に対して暴力行為や戦争を有色人種に扇動したとき」に重罪にあたるとしていた。1859年に奴隷制度廃止運動家ジョン・ブラウンがハーパーズ・フェリーを襲撃した後で、彼を有罪とし絞首刑にしたために、この法律は1860年に「ジョン・ブラウン」法と呼ばれるようになった。
8月の終わりまでに、ダンビルで600人以上の抗議者が逮捕され、暴力扇動、侮辱、不法侵入、無秩序行動、襲撃、許可無しの行進および逮捕に対する抵抗の廉で告発された。この告発で多くの者が逮捕されたために、しばしば刑務所は一杯となり、抗議者達はダンビル近辺に位置する管轄区域にある拘留施設に収容された。このデモ行動はダンビルにおける人種差別撤廃に失敗し、1964年の公民権法成立まで差別が残った。

### 百万長者の並び
百万長者の並びはダンビルで最も印象的な地区である。1800年代や1900年代初期にアメリカ人農園主の子孫が建てた多くの華麗な家屋が並んでいる。それらは樹木で縁取られ庭で引き締められた美しい邸宅である。
タバコ・ブームの時に最初のダンビル郊外として大きく成長したメイン通りの一部に与えられた愛称「ペンズボトム」周辺の地区全体は歴史史跡に指定されてきた。オールド・ウェストエンド歴史地区、タバコ倉庫歴史地区、ダンビル中心街歴史地区およびノースメイン歴史市区は再活性化の時期を通っている。
ビクトリア様式建築の多くの素晴らしい例が、クリスマス・ツアーのあるホリデーシーズンに公開される。この地区には「サザリン邸宅」、現在ではダンビル芸術と歴史の博物館と呼ばれるものも位置している。このイタリア様式の停滞区は南軍の補給係将校だったウィリアム・T・サザリン少佐の家屋であり、リッチモンド陥落の後で、アメリカ連合国最後の「ホワイトハウス」になった。博物館とその敷地は現在この地区の1ブロック全体を占めている。プランテーションの残り部分は小分けされて、取り囲む地域を形成した。

## 地理
アメリカ合衆国国勢調査局に拠れば、市域全面積は43.9平方マイル (113.8 km2)、このうち陸地は43.1平方マイル (111.5 km2)、水面は0.9平方マイル (2.3 km2)で水域率は2.00％である。

## 人口動態
以下は2007年の人口推計データである。
基礎データ
- 人口: 44,947人、前年より6.5%減少

人種別人口構成
- 白人: 53.3%
- アフリカン・アメリカン: 44.1%
- 混血: 0.8%
- ヒスパニック・ラテン系: 1.3%[4]

世帯と家族（対世帯数）
- 未婚者: 25.4%
- 結婚・同居している夫婦: 46.6%
- 別居: 5.4%
- 寡婦: 11.6%
- 離婚: 11.0%[4][5]

## 犯罪
| 犯罪       | ダンビル（2007年） | 全国平均 |
| ---------- | ------------------ | -------- |
| 殺人       | 8.6                | 6.9      |
| 強姦       | 10.7               | 32.2     |
| 強盗       | 160.9              | 195.4    |
| 傷害       | 233.9              | 340.1    |
| 夜盗       | 914.1              | 814.5    |
| 自動車窃盗 | 236.0              | 526.5    |

ダンビルの犯罪全体は全国平均をやや上回っている。ダンビルの全犯罪指数は人口10万人あたり338.3であり、全国平均は同320.9である。2007年時点でダンビルに住む59人が性犯罪者に登録されている。

## 交通

### 鉄道
アムトラックの長距離列車クレッセントがダンビル駅に停車する。ニューヨーク、フィラデルフィア、ボルティモア、ワシントンD.C.、ダンビル、シャーロット、アトランタ、バーミングハムおよびニューオーリンズの各都市を結んでいる

### 高規格道路
アメリカ国道58号線産業道路はダン川北岸に平行しダンビルの主要商業地区を東西に抜ける。アメリカ国道58号線迂回路は市中心部を迂回し、ダンビル・イクスプレスウェイを経由して南に抜ける。アメリカ国道29号線はノースカロライナ州とバージニア州の州境で産業道路と迂回路に分かれる。アメリカ国道29号線産業道路はウェストメイン通りとメモリアル・ドライブを経てダンビル中心部に入り、セントラル・ブールバールとパイニーフォレスト道路を経て市内を抜ける。この道路はダンビル市をほぼ南北に抜けることになる。アメリカ国道29号線迂回路（将来の州間高速道路785号線）はダンビル・イクスプレスウェイの東部を共有し、市の北、チャタム近くで産業道路に合流する。
ノースカロライナ州ハイウェイ86号線は州境を通ってダンビルに入るとサウスメイン通りとして州道86号線となる。この道路は北に向かい、アメリカ国道29号線産業道路すなわちセントラル・ブールバールと交わる点が終端となる。
州道293号線は1998年に造られ、西方に再配置された古いアメリカ国道29号線産業道路の経路を使っている。この道路はダンビルの中心街歴史地区に入り、ウェストメイン通り、メイン通りを経由してダン川を越え、ノースメイン通りでアメリカ国道29号線産業道路に出会う。
州道51号線はウェストオーバー・ドライブとしてのアメリカ国道58号線産業道路と平行し、西端はアメリカ国道58号線産業道路とダンビル市境が合うところ、東端はダン川に近いアメリカ国道58号線産業道路となっている。

## 市政

### ダンビル市政委員会
ダンビル市政委員会はダンビル市の行政主体である 。委員会はダンビル市民に選ばれた9人の委員で構成されている。委員会が委員の中から市長と副市長を選出し、任期2年を努める。委員会は、「法律を採択して執行し、公的事業を遂行するために必要な予算、政策および規則と規制を定め、大衆一般の健康、安全および福祉を確保する 。
ダンビル市政委員会の構成員は次の通りである。
2012年6月30日まで任期
- ローレンス・G・"ラリー"・キャンベル・ジュニア
- T・デイビッド・ルーサー
- アルバート・K・"バディ"・ローリー・ジュニア
- シャーマン・M・サンダース（市長）
- フレッド・O・シャンクス3世

2010年6月30日まで任期
- ルビー・B・アーチー
- T・ウェイン・オークス
- アダム・J・トマー
- ゲーリー・P・ミラー

### 市マネジャー
ダンビル市は、市政を監査し、法律、条例および様々な政策が市政委員会によって造られ効果的なやり方で実行されるかを確実にするために、市マネジャーが委員会に雇用される、委員会・マネジャー政府の仕組みを持っている。

## ダンビルの著名住人
- レディ・アスター、イギリス庶民院議員
- ウェンデル・スコット、NASCARで最初のアフリカ系アメリカ人ドライバー
- ジョン・ダルトン、ジョニー・フェアプレーとも呼ばれる、reality TV参加者
- ペイトン・ターナー、当惑させる声のコンテスト、VH1'のRock of Love 2
- クラレンス・13x、The Nation of Gods and Earths 創立者
- フェレル・エドマンズ、NFLアメリカフットボール選手
- ロバート・H・エドマンズ・ジュニア、ノースカロライナ州最高裁判所判事
- エメット・ゴーウィン、写真家
- パーシー・ミラー・ジュニア、カロライナ・リーグで初めての黒人野球選手
- ジョージ・M・ラモント、製紙業者、政治家、慈善事業家
- ケニー・ルイス、元ニューヨーク・ジェッツ選手
- ハーマン・ムーア、元NFLアメリカフットボール選手、元バージニア大学選手
- ジョニー・ニューマン、NBAバスケットボール選手
- バディ・キュリー、元アトランタ・ファルコンズ選手
- エリック・オーウェンス、元メジャーリーグベースボール選手
- ネイサン・プール、NFLアメリカフットボール選手
- トニー・ライス、ブルース音楽家
- ペイトン・セラーズ、NASCARドライバー
- トニー・ウォマック、メジャーリーグベースボール選手
- ジョン・B・ヘンダーソン、ミズーリ州選出アメリカ合衆国上院議員
- ウィリアム・ルイス・キャベル、南軍の将軍、テキサス州ダラス市長
- スキップ・サダス、俳優（RONINおよびThird Watch）

## ダンビルで配達される新聞
- ダンビル・レジスター & ビー
- リッチモンド・タイムズ・ディスパッチ
- グリーンズボロ・ニューズ & リコード
- スター・トリビューン（チャタム、日刊ではない）
- ニューズ & リコード （サウス・ボストン、日刊ではない）
- ザ・クーリエ・タイムズ
- ロアノーク・タイムズ（日曜のみ）
- ザ・ワシントン・ポスト（日曜のみ）

## カレッジと大学
- アバレット大学
- ダンビル・コミュニティ・カレッジ
- ナショナル・カレッジ

## 著名な事業
- ダンビル地域医療センター
- グッドイヤー
- RunSkipShop